# Рейнхард, Гельмут
Гельмут Рейнхард (при рождении Герман Густав Гельмут Рейнхард Пачке, нем. Hermann Gustav Hellmuth Reinhard Patzschke; 24 июля 1911, Хоэнмёльзен, Вайсенфельс, Германская империя — 28 октября 2002, Гейдельберг, Германия) — немецкий юрист, штурмбаннфюрер СС, руководитель гестапо в оккупированной Норвегии.

## Биография
Гельмут Рейнхард родился 24 июля 1911 года в семье трактирщика Франца Густава Пачке. Учился в лейпцигской гимназии имени короля Альберта. После её окончания в 1930 году изучал юриспруденцию и политологию в университетах Вены, Берлина и Лейпцига. 19 января 1934 года сдал первый государственный экзамен, а 15 января 1938 года — второй. С 1 марта 1934 по 8 августа 1937 год проходил юридическую стажировку в окружном суде Лейпцига, высшим земельном суде Дрездена, прокуратуре Лейпцига и в главном управлении СД в Берлине. 25 мая 1939 года сменил фамилию с Пачке на Рейнхард.
В 1929 году вступил в гитлерюгенд, а в свои студенческие годы состоял в национал-социалистическом союзе студентов. 4 марта 1933 года был зачислен в ряды СС (№ 121174). 1 мая 1933 года вступил в НСДАП (билет № 2382157). С 1935 года был начальником отдела связи в главном управлении СД. В июне 1938 года был назначен руководители отдела по общественным делам II 225 (национал-социализм и государство) в главном управлении СД. Осенью 1938 года в качестве руководителя группы исторической комиссии рейхсфюрера СС был отправлен в Вену, где ему было поручено оценивать дела австрийских судов и государственных органов за период до марта 1938 года и докладывать о результатах в главное управление СД в Берлине. 25 сентября 1939 года был принят в аппарат полиции безопасности.
4 июня 1940 года был призван в полк СС «Германия» в Мюнхене, где прошел специальные курсы для офицеров запаса. Позже был отправлен в Нидерланды в 5-ю танковую дивизию СС «Викинг», где получил травму колена, упав в отверстие танка, что сделало невозможным его дальнейшую службу в войсках СС.
С 8 августа по 3 ноября 1941 года Рейнхард служил в ведомстве полиции безопасности и СД (BdS) в Амстердаме и возглавлял там центральный отдел по еврейской эмиграции. 28 января 1942 года стал преемником Вернера Кнаба в оккупированной Норвегии на посту руководителя гестапо со штаб-квартирой в Осло. На этой должности Рейнхард участвовал в депортации норвежских евреев в концлагерь Освенцим. 25 ноября 1942 года он отправил в отделение гестапо в Штеттине телеграмму со следующими словами:
Исходя из особых причин, я могу только сегодня сообщить, что 26.11.1942 морской транспорт, на борту которого находилось от 7 до 900 евреев, мужчин и женщин всех возрастов, должен быть отправлен из Осло в Штеттин. Перевозка должна быть осуществлена в течение трёх дней. Так как судно было предоставлено Кригсмарине, то я прошу сразу же по прибытии в Штеттин его незамедлительно разгрузить и подготовить размещение евреев по прибытии. Евреи должны быть сразу же отправлены в Освенцим.
21 июня 1943 года ему было присвоено звание штурмбаннфюрера. В ноябре 1943 года был награждён Крестом «За военные заслуги» 1-й степени с мечами. 1 февраля 1945 года был откомандирован в судетский город Райхенберг, где возглавил местное отделение гестапо и был заместителем командира полиции безопасности.

### После войны
Окончание войны Рейнхард встретил в Чехословакии. Оттуда он бежал сначала в Саксонию, а потом в Шлезвиг-Гольштейн, где получил документы на фамилию Пачке и скрылся. До января 1946 года был начальником управления регулирования дорожного движения в Бёблингене. Из-за разногласий с оккупационными властями, которые обвинили его в недостаточной конфискации автотранспорта, Рейнхард до августа 1946 года находился в заключении в лагере под Дармштадтом. Впоследствии работал в американской оккупационной администрации в Мангейме. В 1949 году был принят на работу в издательскую компанию в Гейдельберге, выпускающей юридическую литературу и недолгое время был заместителем главного редактора научного журнала Betriebs-Berater доктора Картеллиери и стал его преемником после ухода в отставку.
23 августа 1951 года окружным судом Шарлоттенбурга по запросу жены был объявлен умершим. В поданной анкете были указаны неверные данные о дате и месте рождения Рейнхарда. 27 декабря 1951 года под новой фамилией женился на своей прежней жене в Мангейме.
В апреле 1964 года Рейнхард поступил на работу в издательство в Баден-Бадене, где ему предстояло стать главным редактором журнала «Европейское право». После судебного расследования был идентифицирован и арестован 17 декабря 1964 года по ордеру окружного суда Баден-Бадена. Его деятельность в гестапо Осло и в Райхенберге стала предметом предварительного расследования в Баден-Бадене, Франкентале, Фюрте и Гамбурге. 30 июня 1967 года земельным судом Баден-Бадена был приговорён к пяти годам заключения в тюрьме строгого режима за участие в депортации норвежских евреев и расстрел гражданского лица в Хокксунне во время обыска дома. 15 августа 1969 года приговор был отменен верховным федеральном судом ФРГ из-за недостатков доказательств в судебном решении. 23 сентября 1970 года земельный суд Карлсруэ оправдал его. Умер в 2002 году.